# Lampropteryx
Lampropteryx là một chi bướm đêm thuộc họ họ Geometridae.

## Các loài
- Lampropteryx albigirata (Kollar, 1848)
- Lampropteryx jameza (Butler, 1878)
- Lampropteryx minna (Butler, 1881)
- Lampropteryx otregiata (Metcalfe, 1917)
- Lampropteryx suffumata (Denis & Schiffermüller, 1775)